# Tomáš Jaššo
Tomáš Jaššo (* 4. března 2004, Žilina) je slovenský fotbalový obránce a mládežnický reprezentant, odchovanec Žiliny.

## Klubová kariéra
Jaššo začal s fotbalem v Juventuse Žilina, ze kterého se po dvou letech přesunul do MŠK Žilina.

### MŠK Žilina
V tomto klubu působí od roku 2014. V kategorii U19 byl dokonce kapitánem týmu, který se probojoval až do osmifinále Juniorské ligy UEFA po tom, co vyřadil Borusii Dortmund. Debut si v nejvyšší slovenské soutěži připsal dne 17. února 2024 při remíze 1:1 se Skalicí, kdy odehrál celý zápas. K sezoně 2024/25 nastupuje pravidelně v druholigové rezervě. V zimní přípravě A-týmu v lednu 2025 se však nedokázal prosadit a hledalo se pro něj nové angažmá.

### SFC Opava (hostování)
Do Opavy odešel na půlroční hostování s opcí v lednu 2025. Ve Slezsku dostal prostor v pěti ligových utkaních v A-týmu, pětkrát nastoupil za rezervu. Opce nebyla využita a Jaššo se vracel zpět na Slovensko.

## Reprezentační kariéra
První zápasy v reprezentaci Slovenska odehrál v kategorii U15.